# Saint-Paul (Pireneje Wysokie)
Saint-Paul – miejscowość i gmina we Francji, w regionie Oksytania, w departamencie Pireneje Wysokie.
Według danych na rok 1990 gminę zamieszkiwały 234 osoby, a gęstość zaludnienia wynosiła 34 osoby/km² (wśród 3020 gmin regionu Midi-Pyrénées Saint-Paul plasuje się na 829. miejscu pod względem liczby ludności, natomiast pod względem powierzchni na miejscu 1334.).